# 维若伊
维若伊，是匈牙利包尔绍德-奥包乌伊-曾普伦州所辖的一个村。总面积18.41平方公里，总人口845，人口密度45.9人/平方公里（2011年1月1日）。